# Bryant Crawford
Bryant DeJuan Crawford (Silver Spring, 21 marzo 1997) è un cestista statunitense.

## Palmarès
- Campionato bosniaco: 1

Igokea: 2022-2023
- Coppa di Bosnia ed Erzegovina: 1

Igokea: 2023